# Morana dorsuosa
Espèce
Morana dorsuosa est une espèce de coléoptères de la famille des Staphylinidae et de la sous-famille des Pselaphinae.

## Répartition et habitat
Cette espèce est décrite de Thaïlande.